# Willibald von Mainz
Willibald von Mainz (auch Wilbald von Mainz oder Wilbald von St. Viktor), Kleriker des Stifts St. Viktor vor Mainz, schrieb vermutlich um das Jahr 760 und im Auftrag von Bischof Megingaud von Würzburg und Lullus (Lul), dem Nachfolger des Bonifatius, eine Biografie über letzteren, die so genannte Vita sancti Bonifatii. Als Quelle dienten ihm vor allem die von Lul zur Verfügung gestellten Briefe des Bonifatius. Er musste jedoch einseitig positiv schreiben, weil seine Auftraggeber als Nachfolger des Bonifatius an einem besonders positiven Bild von Bonifatius interessiert waren. Dennoch gilt seine Schrift als eine der wichtigsten Quellen über das Leben des Bonifatius.